# Gerard Philips
Gerard Leonard Frederik Philips (Zaltbommel, 9 de octubre de 1858; La Haya, 26 de enero de 1942) fue un magnate neerlandés, cofundador (con su padre Frederik Philips) del Philips Company como negocio familiar en 1891. Gerard y su hermano menor Anton Philips cambiaron el negocio a una empresa por la fundación en 1912 del NV Philips' Gloeilampenfabrieken conocida como ''Philips''. Como el primer CEO de la corporación Philips, Gerard junto con Anton establecieron la base para la posterior multinacional Philips.

## Infancia y juventud académica
Nació el hijo mayor del banquero Frederick Philips y su esposa Mary (Betsy) Heyligers. Asistió a las escuelas de negocios de Zaltbommel y de Arnhem. En 1876, se matriculó en la Escuela Politécnica de Delft, donde se graduó en 1883, como ingeniero mecánico.

## Carrera
Comenzó a trabajar en los astilleros de Flesinga y Glasgow. Una serie de artículos de James Swimburne de la extinta revista ''El Electricista'' sobre la bombilla eléctrica, despertó a Phillips un interés en el área. En su entorno de trabajo también ve la práctica: las plantas de bulbos ya se habían aplicado a gran escala en aquella época en Glasgow para la iluminación de barcos, fábricas, tiendas, teatros, alumbrado público y así sucesivamente. Phillips va a profundizar estos nuevos desarrollos. En el otoño de 1886, comienza sus estudios vespertinos sobre la luz eléctrica y la transmisión de energía en la Academia de Ciencias y Artes de Glasgow. Por otra parte, tuvo que registrarse en la Universidad de Glasgow para un grupo de investigadores liderados por el gran físico Sir William Thompson (posteriormente llamado Lord Kelvin). Un examen le hizo ganar una medalla de plata y el premio por el más alto cargo.
Tiempo después, Phillips abandona Escocia y durante varios años trabaja en diversos puestos en Londres y Berlín, entre ellos en la Anglo-American Brush Electric Light Corporation Ltd. Obtiene experiencia en manufacturación, instalación, gestión empresarial y política comercial internacional. En 1889, fue invitado por Emil Rathenau, fundador de AEG, para estar temporalmente a cargo de la sucursal de la compañía en Ámsterdam. Hubo un periodo entre el verano de 1890 hasta a finales de febrero de 1891, en las que sentó las bases de las posteriores bombillas Phillips. Se dio cuenta de que su futuro no debía procurar mucho del comercio y de la manufacturación. Se sintió más atraído en la ocupación de fabricante, el desarrollo de lámparas incandescentes le es un reto factible. Se encuentra con uno de sus amigos y socios John Jacob Reese, quien le ayudará a desarrollar su propio método científico para el largo recorrido en la fabricación de lámparas incandescentes. 
Frederik fue el inversionista para la compra de la antigua fábrica de Gerard en Eindhoven donde estableció su primera fábrica en 1891. Operaron la Compañía Philips como negocio familiar por más de una década.

## Matrimonio y familia
El 19 de marzo de 1896 Philips se casó con Johanna van der Willigen (30 de septiembre de 1862 – 1942).  No tuvieron hijos.
El padre de Gerard fue primo hermano de Karl Marx ya que sus madres eran hermanas.  Gerard fue tío de Frits Philips, quien él y su hermano trajo el negocio. Más tarde trajeron al yerno de su hermano, Frans Otten.

## Actividades cívicas
Gerard y su hermano Anton apoyaban la educación y programas sociales en Eindhoven, incluyendo el Philips Sport Vereniging (Asociación de Deportes Philips), el cual fundaron.  Del departamento profesional (fútbol) se desarrolló el PSV Eindhoven.